# سيدريك بييل
سيدريك بييل (بالفرنسية: Cédric Béal)‏ هو لاعب اتحاد الرغبي فرنسي، ولد في 17 أكتوبر 1986 في أورانج (فوكلوز) في فرنسا.

## وصلات خارجية
- سيدريك بييل على موقع سلسلة سباعيات الرغبي العالمية - رجال (الإنجليزية)
- سيدريك بييل عل موقع إسبنسكروم (الإنجليزية)
- سيدريك بييل على موقع ItsRugby.co.uk (الإنجليزية)